# Macrotes netricalis
Macrotes netricalis är en fjärilsart som beskrevs av Walker 1858. Macrotes netricalis ingår i släktet Macrotes och familjen mätare. Inga underarter finns listade i Catalogue of Life.